# بیلا ریویس
بیلا ریویس (مجاری: Béla Révész; ۸ فوریهٔ ۱۸۸۶ – ۱۹ ژوئیهٔ ۱۹۳۹) بازیکن فوتبال اهل مجارستان بود.
از باشگاه‌هایی که در آن بازی کرده‌است می‌توان به باشگاه فوتبال ام‌تی‌کی بوداپست اشاره کرد.
وی همچنین در تیم ملی فوتبال مجارستان بازی کرده‌است.